# Real Compañía del Níger
La Real Compañía del Níger (en inglés: Royal Niger Company) era una sociedad mercantil constituida por el gobierno británico en el siglo XIX.
 Se constituyó en 1879 como United African Company y fue rebautizada como National African Company en 1881 y como Royal Niger Company en 1886. En 1929 la empresa pasó a formar parte de la United Africa Company, que pasó a estar bajo el control de Unilever en la década de 1930 y siguió existiendo como filial de Unilever hasta 1987, cuando fue absorbida por la empresa matriz.
La compañía existió durante un tiempo comparativamente corto (1879-1900) pero fue fundamental en la formación de la Colonia de Nigeria, ya que permitió al Imperio Británico establecer el control sobre el bajo Níger frente a la competencia alemana liderada por Bismarck durante la década de 1890. En 1900, los territorios controlados por la empresa se convirtieron en el Protectorado de Nigeria del Sur, que a su vez se unió al Protectorado de Nigeria del Norte para formar la Colonia y el Protectorado de Nigeria en 1914 (que finalmente obtuvo la independencia dentro de las mismas fronteras de la República Federal de Nigeria en 1960).

## United African Company
Richard Lander exploró por primera vez el área de Nigeria como el sirviente de Hugh Clapperton. En 1830, regresó al río con su hermano John; en 1832, volvió de nuevo (sin su hermano) para establecer un puesto comercial para la "Compañía Africana de Vapor" en la confluencia de los ríos Níger y Benue. La expedición fracasó, ya que 40 de los 49 miembros murieron de fiebre o de heridas por ataques de los nativos. Uno de los supervivientes, Macgregor Laird, permaneció posteriormente en Gran Bretaña pero dirigió y financió expediciones al país hasta su muerte en 1861. Se opuso a la fallida expedición al Níger de 1841, pero el éxito de la primera misión de la Pléyade en 1854 condujo a viajes anuales bajo el mando de Baikie y a la fundación en 1857 de Lokoja en la confluencia Níger-Benue.
No hubo viajes durante los tres años siguientes a la muerte de Laird, pero el establecimiento de la Compañía de África Occidental o West African Company fue pronto seguido por varias otras empresas. La competencia redujo los precios hasta el punto de que los beneficios fueron mínimos. Al llegar a la región en 1877, George Goldie abogó por la amalgama de las empresas británicas supervivientes en una única compañía monopolística fletada, un método que los contemporáneos suponían que había quedado enterrado con el fracaso final de la East India Company tras la Rebelión de la India de 1857. Para 1879, había ayudado a combinar la Compañía de África Occidental de James Crowther, la Central African Company de David Macintosh y las firmas de William Brothers y James Pinnock en una sola United African Company; luego actuó como agente de la firma combinada en el territorio.
Casi inmediatamente, la empresa vio renovada la competencia cuando dos empresas francesas —la Asociación Francesa de África Ecuatorial y la Compañía de Senegal— y otra inglesa —la Liverpool and Manchester Trading Company— comenzaron a establecer puestos en el río también. El ataque de los nativos al puesto de avanzada de la UAC en Onitsha en 1879 fue rechazado con la ayuda de HMS Pioneer, pero la administración de Gladstone negó posteriormente el intento de Goldie de obtener una carta de gobierno en 1881, con el argumento de que la rivalidad internacional podría ocasionar un conflicto innecesario y que la empresa unida estaba descapitalizada a expensas de una genuina administración colonial.

## Compañía Nacional Africana

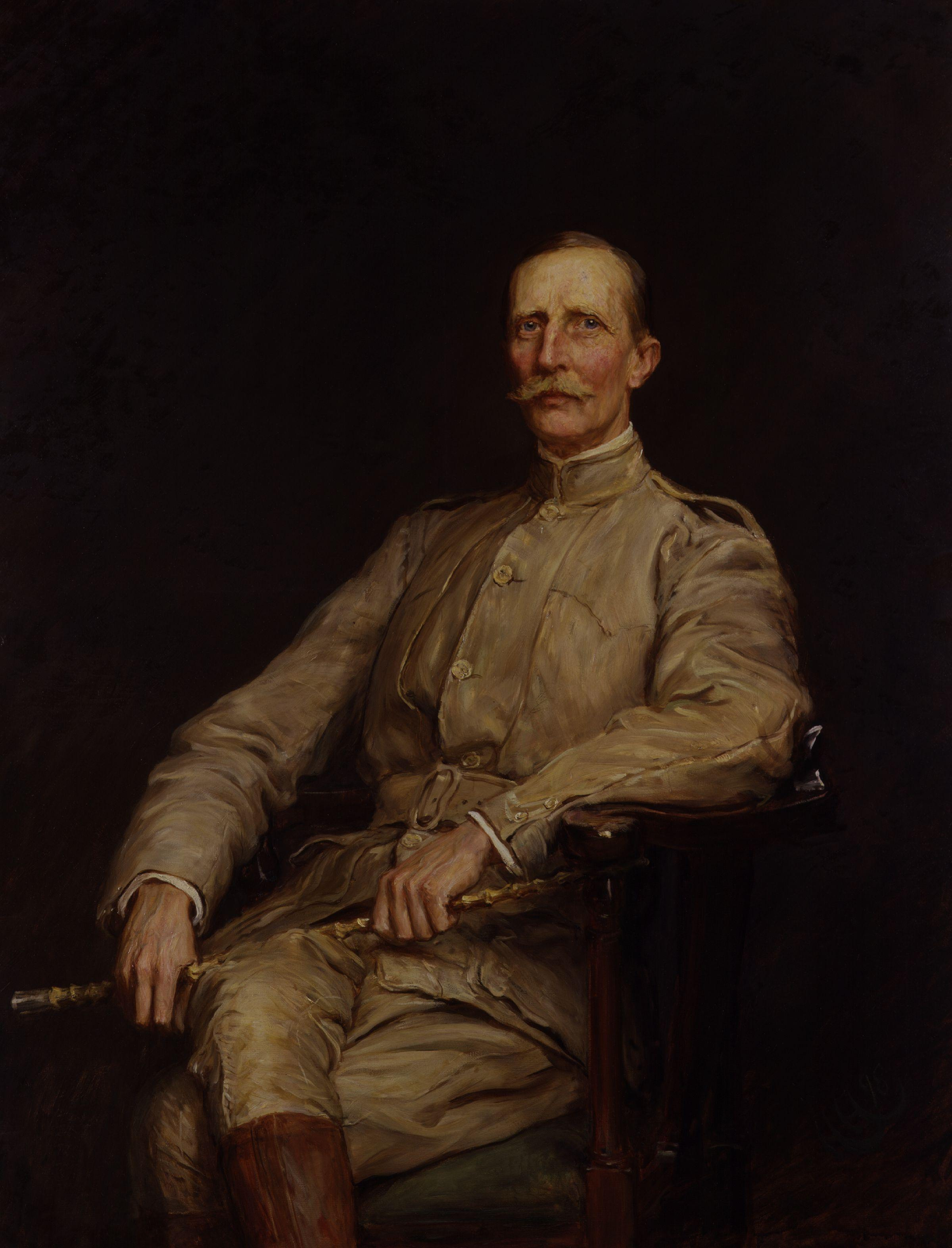
George Goldie en 1898.

Goldie comenzó a abordar las preocupaciones de la administración al aumentar la capitalización de la empresa a 100.000 libras esterlinas. Luego logró acorralar 1.000.000 de libras esterlinas en inversiones en una nueva empresa, la National African Company, que compró la UAC y sus intereses en 1882. La muerte de Léon Gambetta ese mismo año privó a las empresas francesas de su apoyo en el seno del gobierno francés y de las fuertes subvenciones que éste les había proporcionado. La CNA de Goldie pudo entonces mantener 30 puestos comerciales a lo largo del río y arruinar su competencia en una guerra de precios de dos años: en octubre de 1884 los tres le habían permitido comprar sus intereses en la región y el informe anual de la CNA para 1885 pudo pregonar que "permanecía sola en la posesión comercial indiscutible de la región Níger-Binué".
Este monopolio permitió a Gran Bretaña resistir los llamados franceses y alemanes a internacionalizar el comercio en el río Níger durante las negociaciones de la Conferencia de Berlín de 1884-1885 sobre la colonización africana. El propio Goldie asistió a las reuniones y defendió con éxito la inclusión de la región de las operaciones de la CNA dentro de la esfera de interés británico. Las promesas de él y de los diplomáticos británicos de que se respetaría el libre comercio (o, en todo caso, las tasas arancelarias no discriminatorias) en su territorio eran letra muerta: los más de 400 tratados de la CNA con los líderes locales obligaban a los nativos a comerciar únicamente con o a través de los agentes de la empresa. Los grandes aranceles y tasas de licencia eliminaron a las empresas competidoras de la zona. Los términos de estos contratos privados fueron convertidos en tratados generales por los cónsules británicos, cuyos propios tratados los incorporaron expresamente. De manera similar, cuando el rey de Opobo organizó su propia red comercial y comenzó a dirigir sus propios envíos de aceite de palma a Gran Bretaña, fue atraído a un buque de guerra británico y enviado al exilio en San Vicente bajo cargos de "violación de tratados" y "obstrucción del comercio".
A pesar de los tratados que extendían el control británico sobre las tribus de Camerún, sin embargo, Gran Bretaña estaba dispuesta a reconocer la colonia alemana que usurpó el área en 1885 como un control de la actividad francesa en las cuencas del alto Congo y Ubangi.
Superados los escrúpulos del gobierno británico, se concedió un estatuto (en julio de 1886), convirtiéndose la Compañía Nacional Africana en The Royal Niger Company Chartered and Limited (normalmente abreviada como Royal Niger Company), con Lord Aberdare como gobernador y Goldie como vicegobernador.

## Compañía del Níger
Sin embargo, era evidentemente imposible para una compañía fletada defenderse contra los protectorados de Francia y Alemania apoyados por el Estado, y en consecuencia su estatuto fue revocado en 1899 y, el 1 de enero de 1900, la Real Compañía del Níger transfirió sus territorios al Gobierno británico por la suma de 865.000 libras esterlinas. El territorio cedido junto con el pequeño Protectorado de la Costa del Níger, ya bajo control imperial, se formó en los dos protectorados del norte y del sur de Nigeria.
La empresa cambió su nombre a The Niger Company Ltd y en 1929 pasó a formar parte de la United Africa Company. La United Africa Company pasó a estar bajo el control de Unilever en la década de 1930 y siguió existiendo como filial de Unilever hasta 1987, cuando fue absorbida por la empresa matriz.